# PBFD

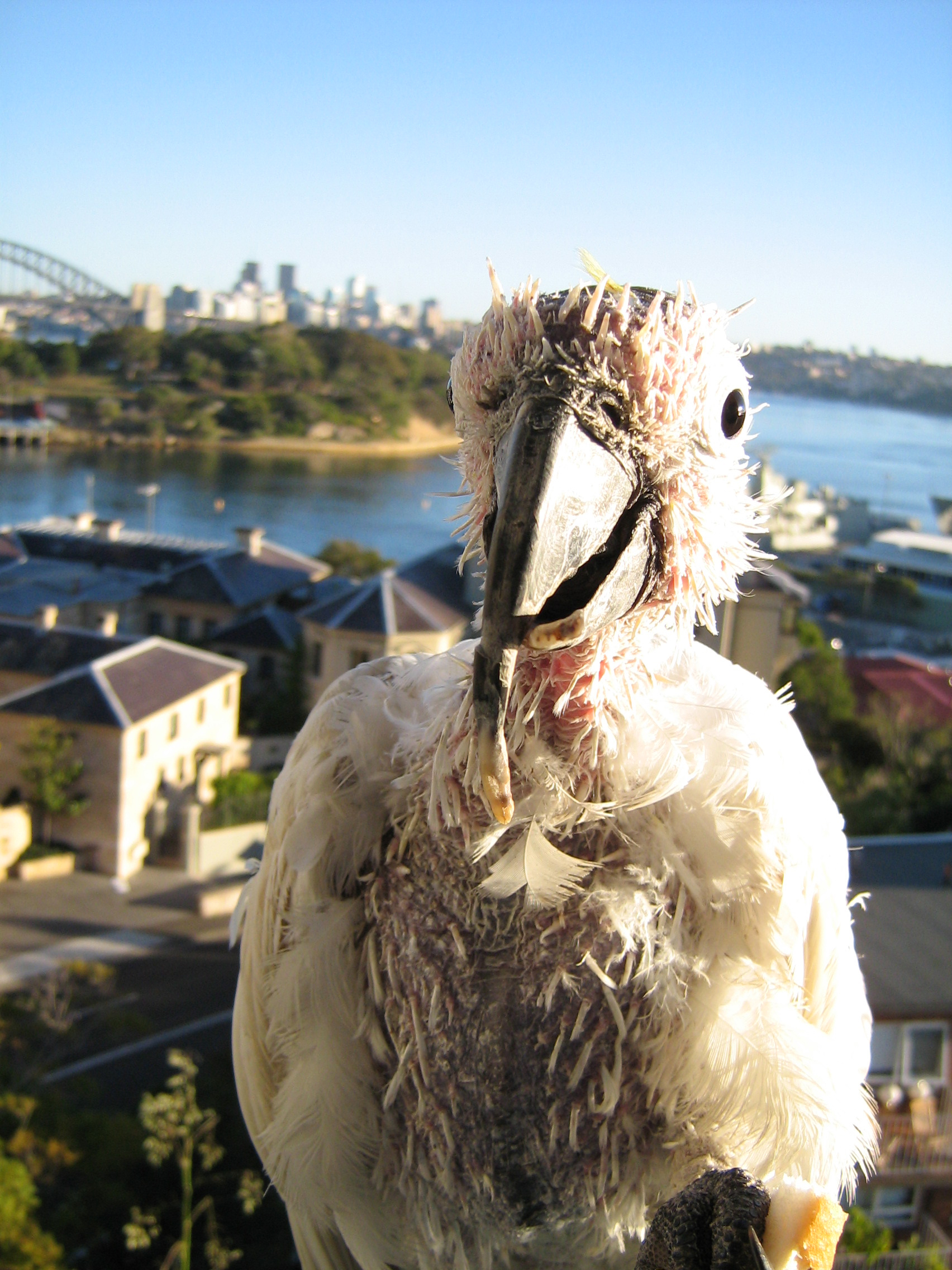
罹患し特徴的な症状を呈している個体

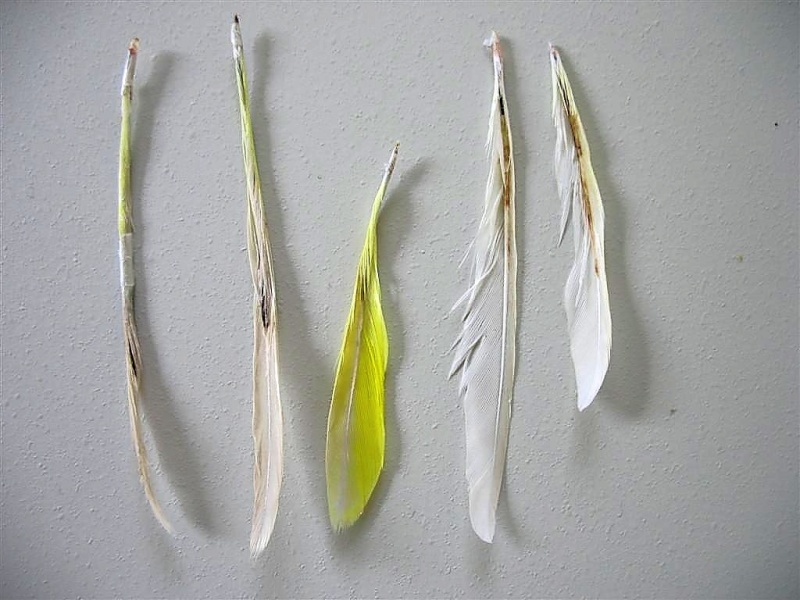
羽毛の状態

Psittacine Beak and Feather Disease (PBFD - オウム類嘴羽毛病) はオウム目の鳥すべてを冒すウイルス性疾患である。このウイルスは鳥の羽嚢と、嘴および爪の増殖細胞を攻撃する。このことにより進行性の羽毛の奇形と壊死を引き起こす。疾病の後期には羽軸の狭窄が進行して、最終的にはすべての羽毛の発育が止まってしまうまで続く。
嘴と爪は、羽毛とは対照的な影響を受ける。過剰な成長と奇形および壊死組織の成長である。外層のひびと剥落によって細菌や菌類による感染症が起こる可能性が生じ、このことがさらに問題を困難なものにする。嘴の内層の壊死は嘴を破壊する原因となることがある。この時点でこの鳥は食餌を摂ることができなくなる。
この疾病はさらに、鳥に対する全般的な免疫抑制作用を持っており、二次的な全身性ウイルス疾患やバクテリア感染症の感染経路を切り開く。死因となるのは通常これらの感染症であって、PBFDそれ自身ではない。

## ウイルス
オーストラリア奥地での羽根を失ったみすぼらしい鳥に関する最初の報告は1907年の Edwin Ashby によるものである。彼は1888年にサウスオーストラリアのアデレードヒルズで発生したビセイインコ(Red-rumped Parrot)のPBFDを記述している。
このような鳥を見たオーストラリアの人々は、長年にわたってこのような症状がヒマワリの種ばかりを食べることによって起こると考えていた (ヒマワリの種はオーストラリアの野生のオウムにとって、しばしば主要な食料となっている)。これは現在では誤りであることがわかっている。
PBFD を引き起こすウイルスはシドニー大学の研究者である Dr. Pass と Dr. Ross Perry によって最初に分離され、分類された。その後、研究は合衆国のジョージア大学、シドニー大学、そして西オーストラリア州パースのマードック大学で続けられている。このウイルスは当初 PCV - Psittacine Circovirus (オウム目サーコウイルス) と命名されたが、その後 "Beak and Feather Disease Virus" (嘴羽毛病ウイルス) あるいは BFDV と改名された。これはひとつにはこのウイルスが実際にこの病気を引き起こすことが研究によって確かめられたこと、そしてひとつにはブタサーコウイルス (Porcine Circovirus：こちらも短縮表記が PCV) との混同を避けるためである。このウイルスの形は環状で、サーコウイルス科 (Circoviridae) に属している。大きさは直径16nmで一本鎖の DNA をゲノムとしており、1992 から 2018 のヌクレオチド長である。
現在 2 種類の BFDV (嘴羽毛病ウイルス) 検査が可能である。ポリメラーゼ連鎖反応 (PCR) 検査は非常に高感度であり、信頼性の高い検体であれば、きわめて微量のウイルスでも検出することができる。第2の検査は実際のウイルスの数と抗体の数 (血球凝集試験/血球凝集抑制試験) をカウントできる。しかしこれは PCR 検査ほど高感度ではない。
このウイルスは一般の環境において何年ものあいだ生存可能であり、ほとんどの消毒剤に対して耐性を示す。

## 疫学
日本国内での調査を行った真田(2007)らによれば、一般家庭での飼育鳥770羽の陽性率は19.2%、ペットショップでの飼育鳥300羽の陽性率は16.7%と、PBFDウイルスは全国的に広く浸潤している。また、陽性率は鳥種に依存していたと報告している。

## 感染経路
この疾病は通常、若い雛がその両親から感染するか (垂直感染)、あるいは群れのほかの仲間から感染する (水平感染)。通常、以前にウイルスとの接触のあった成鳥は免疫を獲得している (ただし必ずというわけではない)。しかしウイルスはその体に残存して、ほとんどの場合、鳥たちの残りの生涯を通じて糞便や羽根の断片とともに排出され続ける。
新生の雛はその免疫システムが完全な能力で機能し始めるのに数週間かかる。このため鳥たちはPBFDウイルスに大変感染しやすくなっている。ウイルスは そ嚢分泌物を介して伝播することもありうるし、新しい、あるいは乾燥した糞便や羽根、皮膚の破片でも伝播しうるだろう。

## 症状
この疾病の急性疾患型では疲労、食欲不振、嘔吐と下痢が認められる。深刻な免疫不全のために、複合した二次的なウイルスや細菌による感染症が生じ、これによって2週間から4週間のうちに死に至る。
この疾病の急性疾患型の場合、ウイルスを確認する唯一の方法は検死であると思われる。急性疾患型の場合、特徴的な羽毛の喪失のような兆候がなく、手を施すひまがないほど進行が速い。
この疾病の慢性型は、鳥の免疫システムがこのウイルスと二次感染に対抗する何らかの形の防御をかろうじて開始することができた場合に起こる。特徴的な羽毛の症状は進行するのに時間がかかるため、最初に羽根が生え変わるときになってやっと症状が現れ始める。脂粉を持つ種類の鳥では常に脂粉が補充されているために、これは直ちに影響を受ける。
Dr. Ross Perry FACVSc (鳥類の保健) は疾病のパターンと寛解の可能性が鳥の種類によって著しく異なることに注目した。すなわち急性ないし亜急性症状を示しているセキセイインコ、ラブバード、ヒインコおよびオオハナインコなどにおいては、バランスのよい食餌を与えるだけで臨床的回復が可能な傾向が強い。通常は適切に調合された有機ペレットかクランブルをベースに新鮮な有機野菜や葉菜、果実を少量ないし大量に補い、そしてこれを1-2回羽根が生え変わる間少々優しく思いやりのこもった世話とともに与える。
オーストラリア産やニューギニア産の大型オウムの場合、慢性型PBFDの最も初期の兆候は脂粉の喪失である。小型の有色のオウム、オオハナインコ、キンショウジョウインコやたくさんのヒインコの種類においては、最初の兆候は羽根の褪色である。有色のインコはこの病気に感染しにくいようであり、しばしば自然治癒しうる。白色オウムの場合、予後はもっと容赦のないものとなる。
オーストラリアでは野生のオウムが都市環境に大変よく適応しており、郊外では普通に見かけるようになっている。群れのなかに数羽のPBFDに感染していることが見て取れる (冠羽が失われている、風切り羽根や尾羽根の一部がない、といった) メンバーが含まれていることはきわめて当たり前である。人間とちがって強制隔離病棟に相当するものがオウムたちの世界には存在しない。これらの鳥たちは群れのほかのメンバーたちから拒絶されることなく、生き延びられる限り群れの一員としてとどまっている。

## 種への脅威
BFDV (嘴羽毛病ウイルス) は増加する国際的な合法、非合法の鳥の取引のために、潜在的にすべての野生インコ、オウムおよび現代ペット界における主要な脅威になる可能性がある。PBFD の症例は現在ではすべての大陸の少なくとも42種のインコについて報告されており、そしてこれは増加する傾向がある。50種のオーストラリア原産の種のうち最低でも 38種が野生、飼育下ともに PBFD に感染している。2004年に PBFD はオーストラリア連邦政府によって5種の絶滅危惧種の生存に対する重要な脅威的プロセスに指定された。これにはわずかに残る移住性のインコのひとつであるアカハラワカバインコ (Orange-bellied Parrot Neophema chrysogaster ) も含まれており、かれらは2006年の時点でわずかに60のつがいが生存しているだけであると見積もられている。実験的な不活化ワクチンは生産されたが、これを精製して商業的に入手できるようにするための更なる開発は資金不足のため遅々として進んでいない。

## 処置
現時点ではこのウイルスのための特定の処置は存在しない。実験的なワクチンはウイルスに対する保護が可能なことを実証したが、しかしすでにこのウイルスに感染しているオウムに対しては疾病を加速する傾向がある。

## 感染したペットに対する対症療法
第一に、もしある鳥が感染しており複数のほかの鳥とともに飼われているなら、その鳥は隔離しなくてはならないし鳥かごは消毒しなくてはいけない。これは他の鳥に感染が広がるのを防ぐためである。治療的介入としてできることは二次感染 (細菌/菌糸) に対する治療に限られる。中には回復する個体もあるが、このようなことはまれであることを明記するべきである。もしも羽根のみが冒され、その鳥がこれ以外の苦しみを受けている兆候を示さなければ、受忍できる生活を続けられるだろう。しかしもしその鳥の嘴や爪が冒されているようなら、ほとんどの獣医がこの動物を安楽死させることを提案するだろう。だがいまだに治療法は見つかっていないのである。この疾病に対する処置が主に予防に依っているのはこのためである。鳥かごにあらたに迎え入れるすべての鳥は最初は検疫隔離するべきであり、PBFD ウイルスの検査を受けなくてはならない。キャリアであることがわかっている鳥は、ことに若い鳥がいる場合には、新たに鳥かごに迎え入れてはならない。

## 参照
- Ashby, E. (1907). The Emu, 6, 183-194.
- Pass, D. A. and Perry, R. A. (1984). The pathology of psittacine beak and feather disease. Aust Vet J, 61, 69-74.
- Pass, D. A. and Perry, R. A. (1985). Psittacine Beak and Feather Disease: An update. Aust Vet Practit, 15, 55-60.
- Raidal, S. R. (1994). Studies on Psittacine Beak and Feather Disease, PhD thesis, University of Sydney, Sydney.
- Raidal, S.R., Johnsen Bonne, N. and Stewart, M. (2005). Development of Recombinant Proteins as a Candidate Vaccine for Psittacine Beak and Feather Disease. Murdoch University, Perth, Western Australia
- 眞田直子、「オウム類嘴-羽毛病の発生疫学、診断および予後に関する研究」 酪農学園大学 博士論文 乙第108号, NAID 500000530405
- 真田靖幸、真田直子、久保正法、「タイハクオウム(Cacatua alba)にみられたオウム類嘴-羽毛病の電顕学的観察(短報) / Electron Microscopical Observations of Psittacine Beak and Feather disease in an Umbrella Cockatoo(Cacatua alba)」『The journal of veterinary medical science』 61 巻 9 号, p.1063-1065, 1999-09-25, doi:10.1292/jvms.61.1063, NAID 110003920231